# Valle de Guadalest
El valle de Guadalest, situado en el interior de la comarca de Marina Baja (provincia de Alicante, España), es una depresión que se encuentra entre la sierra de Aitana, la sierra de la Serrella y la sierra de Xortá, y está recorrido por el río Guadalest, del cual toma su nombre. El cauce del mismo se encuentra retenido artificialmente, formando el Embalse de Guadalest.
Las sierras que conforman el valle pertenecen a la Cordillera Bética, que son el conjunto de montañas y valles que ocupan los márgemes S y SE de la península ibérica. Dentro de la Cordillera Bética, se situaría en el llamado Prebético Interno.
La superficie del valle ocupa una extensión de 116,30 km² y 18 km de longitud. Desde el interior hasta la costa se pasa de una disposición geomorfológica cerrada por el puerto de Confrides, a un espacio abierto al llegar al mar.
Dentro del valle encontramos los siguientes pueblos: Confrides, Abdet, Benifato, Beniardá, Benimantell y Guadalest, con una población total de 1.265 habitantes.
La sierra de Aitana es el sistema montañoso de mayor extensión y de mayor altitud del sur de la Comunidad Valenciana, ya que su cota más elevada es la cima de Aitana con 1.558 metros. Otras elevaciones destacadas de la sierra de Aitana son la Peña de la Fuente Vieja, situada encima del Paso de la Rabosa, con 1.506 metros, y el Peñón Mulero, con 1.308 metros.
Es notable la diferencia existente del relieve entre la cara norte y la cara sur de la sierra. 
En la sierra de Serrella cabe destacar las elevaciones de la Malla del Llop, con 1.357 metros, y el Llano de la Casa, con 1.371 metros. 
En la sierra de Xortá, que, junto a la de Serrella, delimitan el lado norte de la valle, cabe destacar la Peña Alta, con 1.218 metros, y el Morro Azul, con 1.122 metros.
Cabe destacar el clima benigno de este valle, que permite cultivos especiales en alguna de sus zonas como nísperos.
- Datos: Q6159097